# (126155) 2001 YJ140
(126155) 2001 YJ140 est un objet transneptunien du groupe des plutinos.

## Caractéristiques
(126155) 2001 YJ140 mesure environ 150 km de diamètre.

## Orbite
L'orbite de 2001 YJ140 possède un demi-grand axe de 39,614 ua et une période orbitale d'environ 249 ans. Son périhélie l'amène à 27,881 ua du Soleil et son aphélie l'en éloigne de 51,348 ua. Il s'agit d'un plutino.

## Découverte
(126155) 2001 YJ140 a été découvert le 20 décembre 2001.